# Other Stories
Other stories – minialbum Anity Lipnickiej i Johna Portera wydany w 2006 przez EMI Music Poland.
Nagrania dotarły do 39. miejsca zestawienia OLiS.

## Lista utworów
1. "Chelsea Hotel #2" – 3:41, muz. Leonard Cohen
2. "Such a Shame" – 4:47, muz. Anita Lipnicka
3. "For You" (live) – 4:10, muz. John Porter
4. "Flame" (live) – 8:30, muz. John Porter
5. "Lovesong" (live) – 4:13, muz. Robert Smith, Simon Gallup, Porl Thompson, Laurence Tolhurst, Boris Williams, Roger O'Donnell
6. "Bones of Love" (live) – 8:12, muz. John Porter

## Wykonawcy
- Anita Lipnicka – wokal, shaker
- John Porter – gitara akustyczna, gitara, wokal
- „Runjoe” – perkusja, instrumenty perkusyjne
- Simon Alpin – Gitara hawajska
- Al DeLoner – pianino
- Chris Eckamn – syntezator
- Ziga Golob – kontrabas
- Arkadiusz Krupa – skrzypce
- Romuald Kunikowski – akordeon, instrumenty klawiszowe
- Marcin Lamch – kontrabas
- Jakub Majerczyk – perkusja
- Piotr Winnicki – gitara